# نوبورو تاناکا
نوبورو تاناکا (انگلیسی: Noboru Tanaka؛ ۱۵ اوت ۱۹۳۷ – ۴ اکتبر ۲۰۰۶) کارگردان فیلم، و فیلم‌نامه‌نویس اهل ژاپن بود.